# Bonus Eventus

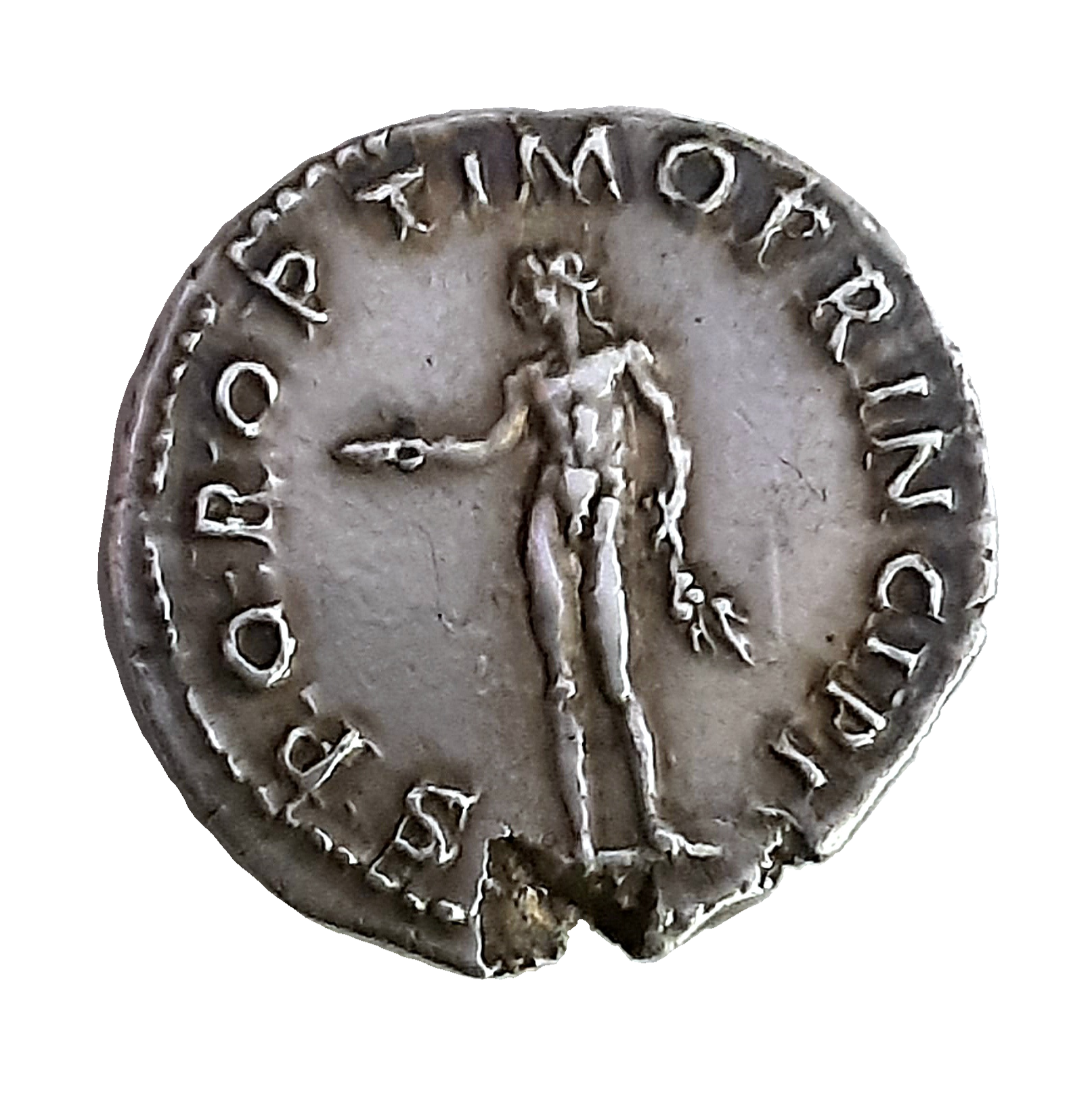
Römischer Denar mit dem Abbild des Bonus Eventus

Bonus Eventus (lateinisch „glücklicher Ausgang“, „glückliches Gedeihen“) war ein ursprünglich ländlicher Gott der römischen Religion, der wahrscheinlich dem griechischen Triptolemos bzw. dem griechischen Agathos Daimon entsprach und wie dieser dargestellt wurde. Ein von seiner Entstehungszeit nicht mehr einzuordnender Tempel der Gottheit befand sich auf dem Campus Martius in Rom bei den Agrippa-Thermen. Auch in römischen Provinzen, so etwa bei Mogontiacum, dem heutigen Mainz, wurde Bonus Eventus verehrt. Der römische Gelehrte Marcus Terentius Varro nennt ihn als einen der zwölf Götter für den Bereich der Landwirtschaft. Neben seiner Hauptaufgabe, das erfolgreiche Gedeihen in der Landwirtschaft zu garantieren, wurde Bonus Eventus in der Kaiserzeit immer mehr zu einem allgemeinen Symbol für das gute Gelingen schlechthin.
Häufige Darstellungen der Gottheit finden sich auf Münzen mit Blumen, Kornähren, Weintrauben in der Hand, vor einem Altar, auf welchem Opferfeuer brennt, oder als schöner, nackter Jüngling auf einem geflügelten Drachenwagen, in der Rechten eine Opferschale, in der Linken Kornähren und ein Füllhorn. Eine angeblich vom bekannten Bildhauer Praxiteles gefertigte, ursprünglich eine griechische Gottheit darstellende Statue, die später in Bonus Eventus umbenannt wurde, befand sich gemeinsam mit einer Statue der Bona Fortuna auf dem Kapitol.